# Falstaff

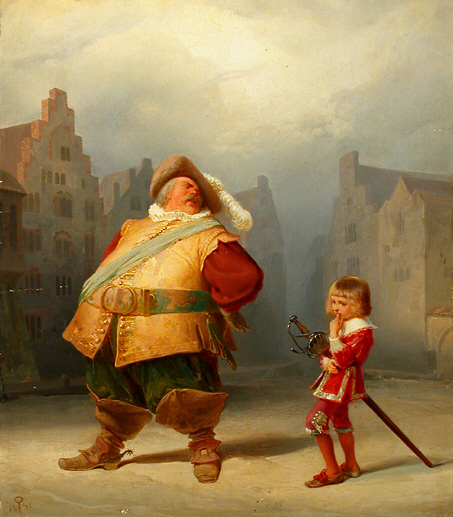
Falstaff i jego paź – obraz autorstwa Adolfa Schrödtera

Falstaff (właściwie Sir John Falstaff) – fikcyjna postać pojawiająca się w trzech sztukach Williama Shakespeare’a, jako kompan przyszłego króla Henryka V, syna Henryka IV. Otyły, niesławny i tchórzliwy rycerz często sprawia przyszłemu królowi kłopoty, a po tym, jak ten wstępuje na tron, zostaje niespodziewanie odtrącony. Postać często występująca w literaturze europejskiej jako Miles Gloriosus lub Żołnierz Samochwał.

## Opis postaci
Postać niezwykle barwna, stary, otyły szlachcic, lubiący dobrze zjeść i wypić. Rubaszny, dowcipny i bez grosza przy duszy, jest znakomitym kompanem, gawędziarzem i zawadiaką. Towarzyszy (głównie podczas pijaństwa w oberży) młodemu następcy tronu – późniejszemu Henrykowi V, którego uważa za swojego wychowanka i którego sprowadza na złe drogi. Obok poczucia humoru i życzliwości jest w nim pycha skontrastowana z tchórzostwem (opowiada wiele o heroicznych czynach, ale w czasie napadu rabunkowego umyka w popłochu), pewność siebie, przekonanie, że cel uświęca środki (potrafi ukraść pieniądze, oszukać, okłamać). Bardzo zabawna jest  scena, kiedy książę Henryk i Falstaff parodiują scenę rozmowy księcia z jego ojcem (najpierw książę grał siebie, a Falstaff króla, a potem Falstaff księcia, a książę króla).
Falstaff budzi śmiech, bo jest bardzo dowcipny, pełen fantazji i rozbrajających pomysłów, ale też poprzez kontrast wzniosłych opowieści i rubasznych czynów, heroicznych opisów i tchórzliwych zachowań. Jednocześnie też wzbudza sympatię swoim życzliwym stosunkiem do życia i do samego siebie oraz niechęć z powodu licznych oszustw i skłonności do rozpusty. Bawi, ale też wywiera zły wpływ na innych. Posiada przy tym zadziwiającą umiejętność wychodzenia obronną ręką z wszelkich opresji. Wygłasza też wiele przewrotnych maksym tłumaczących jego zachowanie: „Najcenniejszym składnikiem waleczności jest rozwaga”, „bystry umysł umie ze wszystkiego uczynić użytek; nawet choroby przyniosą mi korzyść”.
Postać Falstaffa uchodzi za zwieńczenie literackiej tradycji żołnierza samochwały. Daje ona jednocześnie impuls do kolejnych artystycznych kreacji, m.in. do Sienkiewiczowskiego pana Zagłoby albo Fredrowskiego Papkina.

## Rola w sztukach

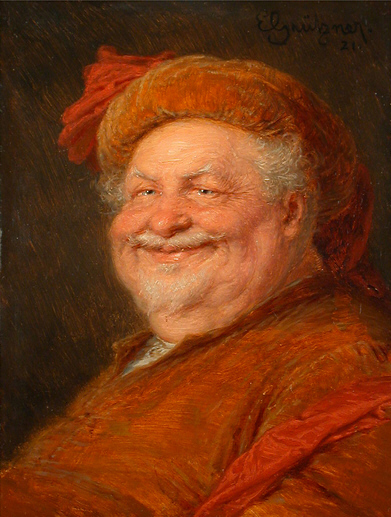
Falstaff, mal. Eduard von Grützner

W sztuce „Henryk IV cz. 1” poznajemy go w karczmie, kiedy pije ze swymi kompanami oraz młodym księciem Henrykiem. Następnie wraz z kompanami dokonuje udanego napadu na kupców, ale kiedy napada go z kolei Henryk i jego dworzanin Falstaff porzuca łup i ucieka, co potem oczywiście zmienia w swej opowieści na taktyczne wycofanie się. Podczas wojny wstępuje do wojska, żeby uniknąć aresztowania, staje nawet na czele bandy obdartusów, jakich udało mu się zwerbować. W bitwie zawodzi młodego księcia Henryka – ucieka ciągle, podaje Henrykowi butelkę z winem zamiast miecza, a żeby uniknąć pojedynku z przeciwnikiem mdleje i udaje martwego. Po pojedynku młodego księcia Henryka z Henrykiem Percym i śmierci tego drugiego czeka na zakończenie bitwy, a następnie bierze trupa Percy’ego na plecy i przynosi go królowi i księciu, mówiąc, że obaj stoczyli ze sobą pojedynek po odejściu księcia.
W sztuce „Henryk IV cz. 2” dalej walczy w armii Henryka IV, ale robi to bardzo nieudolnie. Wojna jest dla niego jedynie sposobem uniknięcia więzienia za długi. W sztuce tej zaleca się do niego pani Żwawińska, którą on gardzi. Lord Najwyższy Sędzia chce go aresztować za długi, ale Falstaff wykpiwa się służbą wojskową. W innej scenie rozmawia ze swoim paziem na bardzo dziwaczne tematy. Podczas jednej z uczt w oberży pani Żwawińskiej zjawiają się tam książę Henryk i jego dworzanin, którzy w przebraniu służących usługują Falstaffowi i kpią sobie z niego. Później bierze do niewoli poddającego mu się dobrowolnie jednego z buntowników, co jednak przemienia w swej opowieści na bohaterską walkę uwieńczoną sukcesem. Po zakończeniu wojny, śmierci starego króla i koronacji nowego władcy Falstaff próbuje nadal utrzymywać poufale kontakty z Henrykiem V, ale zostaje odtrącony – król zakazuje Falstaffowi zbliżania się do swojej osoby, chociaż przyznaje środki pozwalające na uczciwe życie. Co prawda zostaje potem aresztowany przez brata nowego króla, ale wypuszczono go na wolność, gdzie żył w miarę swoich możliwości (najczęściej za cudze pieniądze).
W komedii „Wesołe kumoszki z Windsoru” postać Falstaffa – tego samego, rozpustnego, przechwalającego się i dowcipnego szlachcica – ulega istotnym przemianom. Falstaff traci swój wielowymiarowy charakter i zmienia się w typową komediową postać zarozumiałego gbura, który zostaje oszukany przez parę wesołych kumoszek. W tej sztuce Falstaff jest tak zadufany w sobie, że zza zasłony megalomanii i chciwości nie umie dostrzec realiów, dlatego zostaje wyszydzony i musi się w końcu przyznać do własnej głupoty. W komedii tej sir John Falstaff dalej pije w karczmie, traci pieniądze i zastanawia się, jak by tu zdobyć środki utrzymania. Zaleca się jednocześnie do pani Ford i pani Page, które domyślają się jego planów i oszukują go. Falstaff naiwnie wierzy, że obie kobiety są w nim zakochane do szaleństwa, więc pisze do nich listy, umawia się na schadzki. U pani Ford zostaje dwa razy poniżony: najpierw ta wynosi i chowa go przed zazdrosnym mężem w koszu z brudną bielizną i każe służbie wyrzucić go nad brzegiem rzeki, następnie pani Ford dzień później na schadzce w swym domu przebiera go w strój wróżki i Falstaff dostaje cięgi od zazdrosnego pana Forda, który owej wróżki nie cierpiał. Na końcu sztuki zaś idzie do lasu z rogami jelenia na głowie, zostaje otoczony przez mieszkańców Windsoru przebranych za elfy i wróżki i wszyscy razem spuszczają mu łupnia, także sam Falstaff nazywa siebie błaznem. Ale zostaje potem zaproszony na wesele córki pana i pani Page.
W dramacie „Henryk V” Szekspira Falstaff jest tylko wspominany. Jego kompanii: Bardolf, Pistol i jego żona (była pani Żwawińska) rozmawiają o nim i dowiadują się od jego pazia, że Falstaff zmarł i wszyscy razem stwierdzają, że to wina króla Henryka V. Z powodu jego śmierci ogarnia ich, tak samo jak i czytelnika, lekki smutek, gdyż w końcu jak można nie było lubić Falstaffa, pomimo jego wad? Można powiedzieć, że jego życie było komiczne, zaś śmierć tragiczna.

## Kompani Falstaffa
- Bardolff
- Pistol
- Pani Żwawińska
- Dorota Drzej-Prześcieradło
- Sędzia Spodek
- książę Henryk (późniejszy Henryk V)
- paź Robin

## Pierwowzór
Przypuszcza się, że jego pierwowzorem był jeden z aktorów, działających w ówczesnym Londynie. Jedna z teorii zakłada, że był nim John Heminges, inna mówi, że była to postać stworzona specjalnie dla klauna z grupy aktorskiej Szekspira, Williama Kempa, bądź też wódz angielski z okresu wojny stuletniej, John Fastolf.

## Dzieła z udziałem postaci
Falstaff pojawia się w następujących sztukach:
- Wesołe kumoszki z Windsoru
- Henryk IV, część 1
- Henryk IV, część 2

Giuseppe Verdi stworzył operę pod tytułem Falstaff, opierając się na postaci stworzonej przez Szekspira. Orson Welles wyreżyserował film pod tym samym tytułem, w którym grał też rolę Falstaffa. Opery zainspirowane postacią Falstaffa skomponowali również Antonio Salieri (1799) i Otto Nicolai (1849).
Robert Nye napisał powieść pod tytułem „Falstaff” (polski przekład: Piotr Siemion), której narratorem jest szekspirowski Falstaff, występujący tu pod nazwiskiem sir Johna Fastolfa.
W Polsce rolę Falstaffa odgrywał m.in. Włodzimierz Wiszniewski.